# アメリカ労働総同盟・産業別組合会議
アメリカ労働総同盟・産業別組合会議（アメリカろうどうそうどうめい・さんぎょうべつくみあいかいぎ、英語：American Federation of Labor and Congress of Industrial Organizations、アメリカン・フェデレーション・オブ・レーバー・アンド・コングレス・オブ・インダストリアル・オーガニゼーションズ）は、アメリカ合衆国の労働組合のナショナルセンター。略称 AFL-CIO。
1955年にアメリカ労働総同盟（AFL）と産業別組合会議（CIO）が合同。現在アメリカ・カナダの53単産が加盟し、組合員は900万人を超える。但し、近年正規雇用と非正規雇用の待遇をめぐって内部対立が表面化、非正規雇用による労働者が多く加盟している全米運輸労働組合（チームスターズ）・国際サービス従業員労働組合（SEIU）・国際食品＝商業労働組合（UFCW）が脱退している。 
国際的には国際労働組合総連合（ITUC）の中心的なメンバーとして参画している。

## 歴代議長
- ジョージ・ミーニー（英語版）
- レーン・カークランド（英語版）
- トーマス・R・ドナヒュー（英語版）
- ジョン・スウィーニー (労働運動家)（英語版）
- リチャード・トラムカ
- リズ・シューラ―（英語版）